# Windows Writer
Windows Writer es una aplicación para la edición y publicación de blogs desarrollada por Microsoft. Incluye edición WYSIWYG, la funcionalidad de foto-publicación y mapa-publicación y es actualmente compatible con, SharePoint blogs, Blogger, LiveJournal, TypePad, WordPress, Telligent Community, PBlogs.gr, JournalHome, MetaWeblog API, Blogengine, Blogengine y todos los blogs que admiten RSD (Really Simple Discoverability).
Windows Live Writer introduce la API de personalización de proveedor que permite una amplia personalización de Windows Live Writer, así como la oportunidad de agregar nuevas funcionalidades al producto. Actualmente, WordPress y TypePad saca provecho de esta API para tener características adicionales de servicio específico dentro de Windows Live Writer.
Writer en su versión 2012 sigue con la palabra Live, pero en el contrato de servicios de Microsoft 2012 oficialmente sale Windows Writer. Un fork de código abierto de Windows Live Writer fue publicado bajo el nombre Open Live Writer el 9 de diciembre de 2015.

## Historia
La versión final de la versión 2008 fue lanzada el 6 de noviembre de 2007. Existen numerosos cambios de generaciones anteriores que son evidentes en la primera carrera en esta versión, incluyendo:
- Nuevas capacidades de creación, incluyendo en línea ortográfica, tabla de edición, capacidad de agregar categorías, página de creación para WordPress y TypePad, apoyo a fragmentos y entradas extendidas, hipervínculos mejorada e inserción de imagen y una nueva función "Pegado especial"
- Integración mejorada, incluyendo SharePoint 2007 apoyar, nuevas API de habilitación extensiones personalizadas por los proveedores de weblog, sincronización automática de ediciones locales y en línea, la integración con Windows Live Gallery y el apoyo para "Blogger Labels"
- Nueva interfaz de usuario, incluyendo un nuevo diseño y accesibilidad mejorada y soporte de teclado

Windows Live Writer 2009, fue lanzado el 15 de diciembre de 2008 como parte de la suite de Windows Live Essentials.
Microsoft lanzó Windows Writer 2012 como parte de su suite de Windows Essentials 2012 el 7 de agosto de 2012.

## Características
Windows Writer ofrece las siguientes características:
- Edición WYSIWYG y HTML: Permite la edición de entradas usando la propia plantilla del blog (incluye fuentes, color, espaciado, etcétera), así como la edición del código fuente (HTML) directamente
- Contenido enriquecido: Permite insertar contenido como imágenes y mapas, entre otros
- Edición offline: Permite la composición y edición de borradores sin necesidad de conectarse a la red
- Previsualización del blog: Permite una visualización exacta del blog actualizado antes de subir la entrada
- Publicación inteligente de imágenes: Permite añadir imágenes a la entrada con previsualizaciones automáticas que redirigen a la imagen original
- Soporte para etiquetas: Permite añadir etiquetas a las entradas con compatibilidad para otros sitios (del.icio.us, Flickr, IceRocket, Technorati, entre otros)
- Personalización: Permite instalar nuevas funcionalidades a través de plug-ins